# Vuzenica község
Vuzenica község (szlovén nyelven Občina Vuzenica) Szlovénia 212 alapfokú közigazgatási egységének, azaz községének egyike a Koroška statisztikai régióban. Adminisztratív központja Vuzenica város. A községet 1994-ben hozták létre.

## A községhez tartozó települések
A községhez Vuzenica székhelyen kívül a következő települések tartoznak:
- Dravče
- Šentjanž nad Dravčami
- Sveti Primož na Pohorju
- Sveti Vid

## Népesség
| Lakosok száma | 2761 | 2755 | 2711 | 2712 | 2722 | 2721 | 2669 | 2670 | 2648 | 2655 |
|               | 2008 | 2009 | 2011 | 2012 | 2013 | 2015 | 2016 | 2017 | 2019 | 2020 |